# Xyrichtys rajagopalani
Xyrichtys rajagopalani е вид бодлоперка от семейство Labridae.

## Разпространение и местообитание
Видът е разпространен в Индия.
Обитава пясъчните дъна на морета, заливи и рифове.